# 曼加拉堑沟群
曼加拉堑沟（Mangala Fossa）是火星门农尼亚区11°36′S 151°00′W / 11.6°S 151.0°W附近一条发源于赫斯珀里亚纪和亚马逊纪年代的地堑，就位于溢出河道曼加拉谷的源头。据认为曼加拉谷形成于同一地质时期至少二次从曼加拉堑沟释放出的灾难性洪水事件。洪水可能引发自阿尔西亚火山漫延出的岩脉入侵，这条岩脉冲破了积压在含水层之上的厚厚冰冻圈（地下冻土层）。随着地堑底部的下沉，水流沿地壳中的一条或两条断层向上涌出，形成地堑边缘，并流入凹陷，最终注满地堑，然后继续沿边缘最低点溢出，冲刷出了曼格拉谷河道。
“曼加拉”是吠陀星占术中火星的名字。

## 图像

曼加拉堑沟和曼加拉谷 (热辐射成像系统图像)
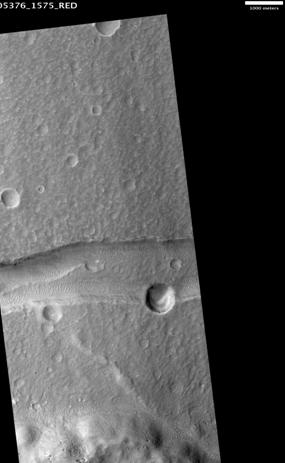
门农堑沟群中的地堑—可能是岩浆岩脉造成的结果，而非高分辨率成像科学设备所显示的拉伸构造区。
曼加拉山谷-源头区域 (THEMIS)

## 另请查看
- 溃决洪水
- 溢出河道

## 延伸阅读
- Leask, H. J., L. Wilson, and K. L. Mitchell (2006), Formation of Ravi Vallis outflow channel, Mars: Morphological development, water discharge, and duration estimates （页面存档备份，存于）, J. Geophys. Res., 111, E08070, doi:10.1029/2005JE002550.
- Wilson, L.; Head, J.W.; Leask, H.J.; Ghatan, G.; Mitchell, K.L. (2004), Factors Controlling Water Volumes and Release Rates in Martian Outflow Channels （页面存档备份，存于）, Lunar and Planetary Science XXXV (2004).